# Nasavrky (Chrudim)
Nasavrky é uma cidade checa localizada na região de Pardubice, distrito de Chrudim.